# National Governors Association
National Governors Association (NGA) är en amerikansk intresseorganisation för USA:s guvernörer, både valda och tidigare valda, i samtliga amerikanska delstater och amerikanska territorier.

## Historik
Den 13 november 1907 höll USA:s 26:e president Theodore Roosevelt (R) ett tal om tillståndet i nationen och där Roosevelt uppmanade USA:s guvernörer att hålla ett sammanträde med honom i Vita Huset i Washington, D.C. den 13–15 maj 1908. Den drivande till att få till sammanträdet var politikern Gifford Pinchot, som var Roosevelts chefsrådgivare för miljövård. 45 av 46 guvernörer kom till sammanträdet men även andra politiska ledare (bland andra Joseph Gurney Cannon och Francis G. Newlands), samtliga ledamöter vid USA:s högsta domstol samt andra dignitärer (bland andra affärsmannen Andrew Carnegie och järnvägsmagnaten James J. Hill). Sammanträdet fick namnet National Governors Conference. Den 15 maj höll Roosevelt inledningsanförandet "Conservation as a National Duty" inför deltagarna i East Room i Vita huset. Inledningsanförandet var främst om bevarandet av naturresurser men han nämnde även om problematiken med infrastruktur och telekommunikation i dåtidens USA. Enligt Roosevelt krävdes det gemenskap mellan delstaterna och territorierna för att klara utmaningen men även att guvernörerna borde ha en gemensam röst och plats. Det skulle förenkla kommunikationen mellan USA:s federala statsmakt och guvernörerna avsevärt, framförallt när järnvägen var så utvecklad i USA. Intresseorganisationen grundades senare under året.

## Styrelsen
| Position        | Namn                   |  |     | Delstat        |
| --------------- | ---------------------- |  | --- | -------------- |
| Ordförande      | Spencer Cox            |  | (R) | Utah           |
| Vice ordförande | Jared Polis            |  | (D) | Colorado       |
| Ledamöter       | Roy Cooper             |  | (D) | North Carolina |
|                 | Kathy Hochul           |  | (D) | New York       |
|                 | Eric Holcomb           |  | (R) | Indiana        |
|                 | Michelle Lujan Grisham |  | (D) | New Mexico     |
|                 | Phil Murphy            |  | (D) | New Jersey     |
|                 | Kevin Stitt            |  | (R) | Oklahoma       |
|                 | Chris Sununu           |  | (R) | New Hampshire  |
| VD              | Bill McBride           |  |     |                |